# Riksväg 83, Norge
Riksväg 83 (norska: Riksvei 83) är en riksväg i Harstads kommun i Troms fylke i norra Norge som går mellan Europaväg 10 vid Tjeldsundsbron och stadsdelen Sama i staden Harstad. Vägen är 28,8 kilometer lång och asfalterad.
Vägen ansluter till:
- Europaväg 10 (vid Tjeldsundsbron)
- Fylkesväg 848 (vid Harstad)
- Fylkesväg 850 (vid Harstad)